# Luca Barbareschi

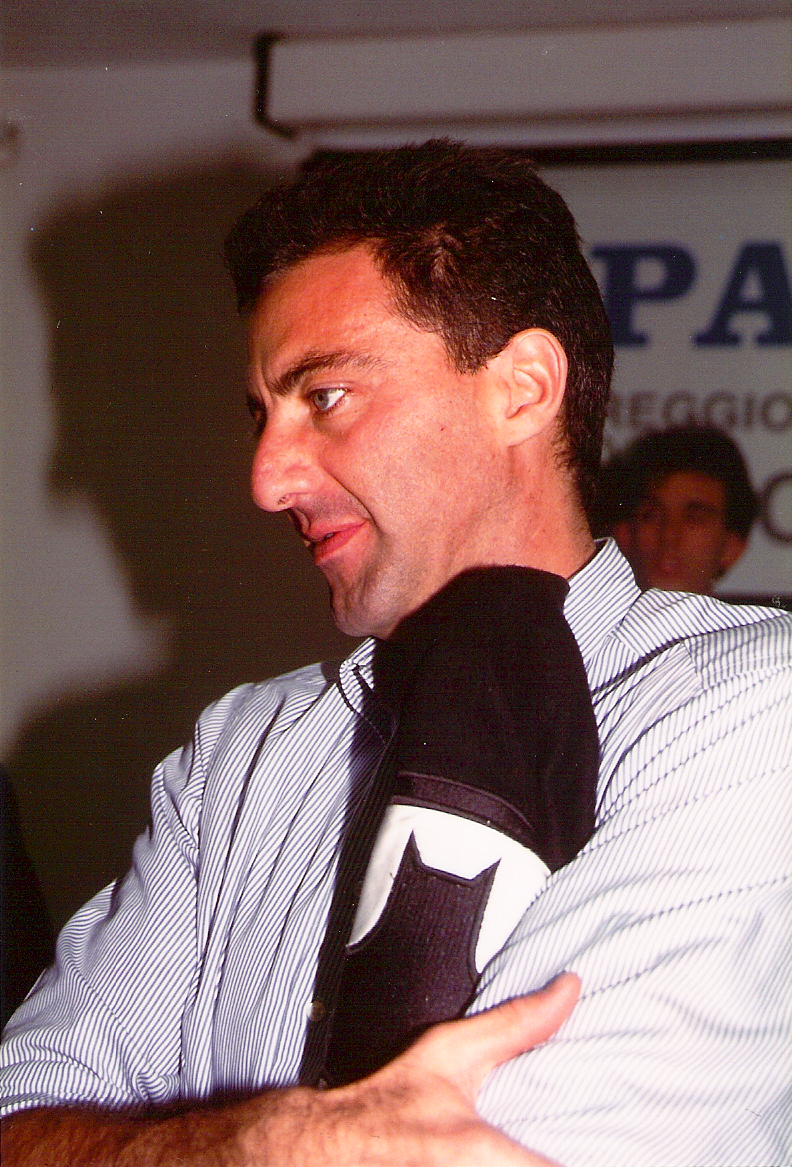
Barbareschi em 2008.

Luca Barbareschi (Montevidéu, 28 de julho de 1956) é um ator, ex-membro da Câmara dos Deputados e apresentador de televisão ítalo-uruguaio.
Ele foi um dos quatro atores que a polícia italiana acreditava ter sido assassinado na realização do filme de terror Cannibal Holocaust. De tão realista que foi o filme, que pouco depois do lançamento, o diretor Ruggero Deodato foi preso por acusação de assassinato. Os atores, na verdade, assinaram contratos para ficarem longe da mídia por um ano para sustentar rumores de que realmente se tratava de um filme snuff. O tribunal só se convenceu de que eles estavam vivos quando os contratos expiraram e os atores apareceram em um programa de televisão como prova.
Em 2008, foi eleito membro do Parlamento Italiano na Câmara dos Deputados, ao lado de Silvio Berlusconi, de O Povo da Liberdade, partido de centro-direita. Em 2010, ele juntou-se, com outros 32 deputados e 10 senadores, ao novo partido Future and Freedom, de Gianfranco Fini, deixando o parlamento em 2013.

## Filmografia
- 1979 - Da Corleone a Brooklyn
- 1980 - Cannibal Holocaust
- 1983 - Dream of a Summer Night
- 1984 - Impiegati
- 1986 - Via Montenapoleone
- 1987 - Private Affairs
- 1987 - Teresa
- 1988 - Bye Bye Baby
- 1990 - In nome del popolo sovrano
- 1991 - L'amico arabo
- 1992 - La bionda
- 1992 - Obiettivo indiscreto
- 1994 - La delegazione
- 1995 - La tenda nera
- 1995 - La famiglia Ricordi
- 1995 - Il cielo è sempre più blu
- 1996 - Ardena
- 1999 - Le fils du Français
- 2002 - Il Trasformista
- 2008 - The Internation